# Kruisberg (Heemskerker duin)

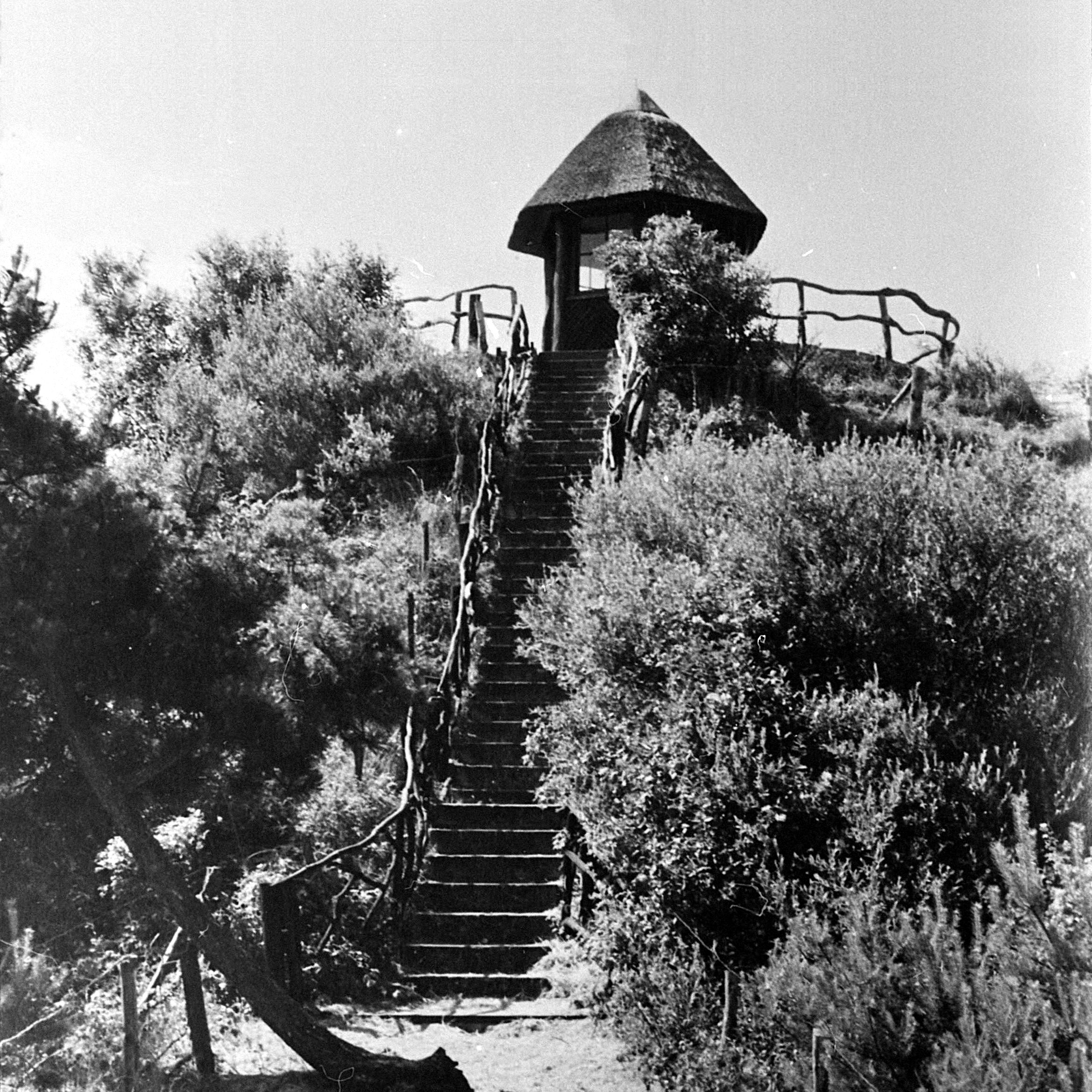
De Kruisberg in 1965 met het in 1992 uitgebrande torentje

De Kruisberg is een 26 meter hoog duin in het Noordhollands Duinreservaat in het Heemskerker duin. Op de top van de Kruisberg stond een uitkijkhuisje maar dat is gesloopt omdat de bomen rondom te hoog waren geworden en men niet ver meer kon kijken. Aan de voet van de Kruisberg ligt de Gasterij Kruisberg, een oude tot gasterij omgebouwde boerderij die nog steeds grotendeels in originele staat verkeert. Hoe de Kruisberg aan zijn naam komt is niet bekend. In maart 2011 is een nieuwe uitkijktoren op de Kruisberg geopend. Bij een inspectie in 2018 bleek die toren niet meer veilig en is toen gesloten. In juni 2020 is de toren gesloopt. Veel inwoners van Heemskerk waren gehecht aan de toren en hebben PWN gevraagd de toren te herbouwen. Dat is gelukt en de nieuwe toren werd in 2023 geopend.
Op 16 december 1943 stortte nabij de Kruisberg een Avro Lancaster neer. Er is een gedenkteken op die plaats. 